# Affaire Jürgen Conings
L'affaire Jürgen Conings, qui s'est déroulé du 17 mai jusqu'au 20 juin 2021, concerne la traque de Jürgen Conings, à la suite de ses menaces contre des personnalités politiques belges et contre le virologue Marc Van Ranst.

## Biographie
Jürgen Conings, né à Maaseik, dans la province de Limbourg, le 28 septembre 1974, est un caporal dans l'armée de l'air belge et instructeur de tir. Au cours de sa carrière, il s'est spécialisé comme tireur d'élite et a été déployé dans des missions étrangères en Yougoslavie, en Bosnie, au Kosovo, au Liban, en Irak et en Afghanistan.

## Avis de recherche

### Organisation
Interpol lance par la suite un avis de recherche dans le monde entier.
L'OCAM a placé Jürgen Conings comme étant une menace de niveau 3 sur une échelle de quatre niveau, autrement dit il était cité comme une menace grave.

### Réaction
Le Premier Ministre belge, Alexander De Croo, a déploré, le 20 mai 2021, qu'un « homme aussi dangereux ait accès à des armes ». Du côté de la Ministre belge de la Défense, Ludivine Dedonder, on a appelé à prendre des mesures. Deux jours plus tard, le 22 mai 2021, près de 200 personnes se rassemblent avec des pancartes “No License to kill”.

### Mesures prises lors des recherches
En raison d'opinions radicales et d'accointances avec l’extrême-droite, des militaires se sont vus interdire l'accès à des dépôts d'armes et aux informations sensibles.

## Mort
Jürgen Conings a été retrouvé mort, le 20 juin 2021, dans le bois de Dilserbos, proche du village limbourgeois de Dilsen. Cette annonce est confirmée par le Parquet fédéral. Il semblerait avoir mis fin à ses jours avec une de ses armes à feu, selon les dernières nouvelles[pas clair]. Le corps a été aperçu par un chasseur qui, comme d'autres passants ou cyclistes, avait repéré une odeur nauséabonde. Cette nouvelle a soulagé le virologue, Marc Van Ranst, que le militaire flamand avait menacé de mort sur les réseaux sociaux.
Marc Van Ranst, ainsi que plusieurs personnalités politiques, ont exprimé leur soutien aux proches de Jürgen Conings.
Du côté de ses sympathisants, ceux-ci se sont réunis, le lundi suivant son décès, à Dilsen-Stokkem. En effet, c'est à cet endroit que le corps du militaire a été retrouvé.

## Conséquences
Serge Lipszyc, président du comité de suivi des services de renseignement, implique la « volonté de favoriser des mouvements extrémistes, notamment d'extrême droite ». En effet, Jürgen Conings fut membre du Vlaams Belang. Cependant, en avril 2021, ce soldat n'avait pas payé sa cotisation pour rester affilié une année supplémentaire. Serge Lipszyc déplore, par ailleurs, que l'homme recherché n'avait jamais été inquiété ; quoiqu'il ait menacé plusieurs personnes, dont son supérieur et Marc Van Ranst. Le président du comité R dénonce l'existence de manquements dans cette affaire.  
Afin de pallier les manquements constatés lors de cette affaire, le SGRS prévoit un plan d'action pour 2022. Toutefois, celui-ci fut déjà demandé par Ludivine Dedonder lorsque cette affaire était en cours. Ce plan se concentre sur sept points :
- La participation au futur plan national de renseignement stratégique.
- L'élaboration d'une stratégie en deux phases : l'une se focalisant sur l'année 2022 ; la seconde sur la période 2023-2027.
- Le personnel.
- La numérisation.
- L'organisation interne, ainsi que les relations entre militaires et civiles au sein du SGRS.
- La surveillance continue et le profilage initial du personnel de la Défense.
- L'amélioration des communications en matière de renseignement.